# Paweł Gałuszko
Paweł Gałuszko (ur. 6 lutego 1924 w Wilnie, zm. 28 października 1996 w Gdańsku) – polski psychiatra, profesor zwyczajny nauk medycznych, wykładowca Akademii Medycznej w Gdańsku.

## Życiorys
Przed drugą wojną światową uczył się w Gimnazjum Państwowym im. Tadeusza Reytana w Baranowiczach (maturę uzyskał w 1946 w Gdańsku). W latach 1942–1944 pracował w Wilnie jako drukarz-mechanik. W 1945 ukończył Szkołę Oficerów Frontowych w stopniu podporucznika. W latach 1946–1948 pełnił obowiązki zastępcy kierownika Bratniej Pomocy Studentów Akademii Lekarskiej w Gdańsku. Od 1948 do 1954 pracował jako nauczyciel biologii, neurologii i psychiatrii w Liceum Felczerskim w Gdańsku oraz gdańskich i gdyńskich szkołach pielęgniarskich.
Rozpoczął pracę w Akademii Medycznej w Gdańsku w 1949 jako laborant. W 1952 uzyskał dyplom lekarski, w 1954 - specjalizację I stopnia, zaś w 1956 - II stopnia z psychiatrii. W tym samym roku został adiunktem AMG. W 1961 obronił pracę doktorską Wartość lupuliny i jej wyciągów w lecznictwie psychiatrycznym (promotor - Tadeusz Bilikiewicz) oraz przebywał na stażu naukowym w Paryżu. W 1971 objął stanowisko kierownika Katedry i Kliniki Chorób Psychicznych Wydziału Lekarskiego AMG (od 1984 - Katedry i I Kliniki Chorób Psychicznych). W latach 1969–1972 pełnił obowiązki prodziekana Wydziału Lekarskiego, 1972-1975 - jego dziekana. W 1975 otrzymał tytuł profesora nadzwyczajnego, w 1990 - zwyczajnego. Opiekował się Studenckim Kołem Naukowym przy swojej katedrze. W 1989 był promotorem doktoratu honoris causa szwedzkiego uczonego Ingemara Petersena. Przeszedł na emeryturę w 1994. Zainicjował Gdańskie Dni Lecznictwa Psychiatrycznego. Wykładał także psychiatrię i seksuologię w Wyższej Szkole Pedagogicznej w Gdańsku.
W 1963 został specjalistą wojewódzkim do spraw psychiatrii dla województw gdańskiego i elbląskiego. Od 1977 do 1982 pełnił obowiązki konsultanta regionalnego do spraw psychiatrii. W 1983 wszedł w skład krajowego zespołu specjalistycznego do spraw psychiatrii. Był prezesem Polskiego Towarzystwa Psychiatrycznego, członkiem Komisji Psychiatrycznej Polskiej Akademii Nauk, redaktorem Psychiatrii Polskiej oraz Nowostiej Farmacji i Mediciny. W 1970 uczestniczył w VII Międzynarodowym Kongresie Psychoterapii w Mediolanie. Był autorem 138 prac naukowych. W 1996 w Warszawie została opublikowana w Warszawie jego praca Zarys metod farmakologicznego leczenia zaburzeń psychicznych.
Był mężem Krystyny de Walden-Gałuszko.

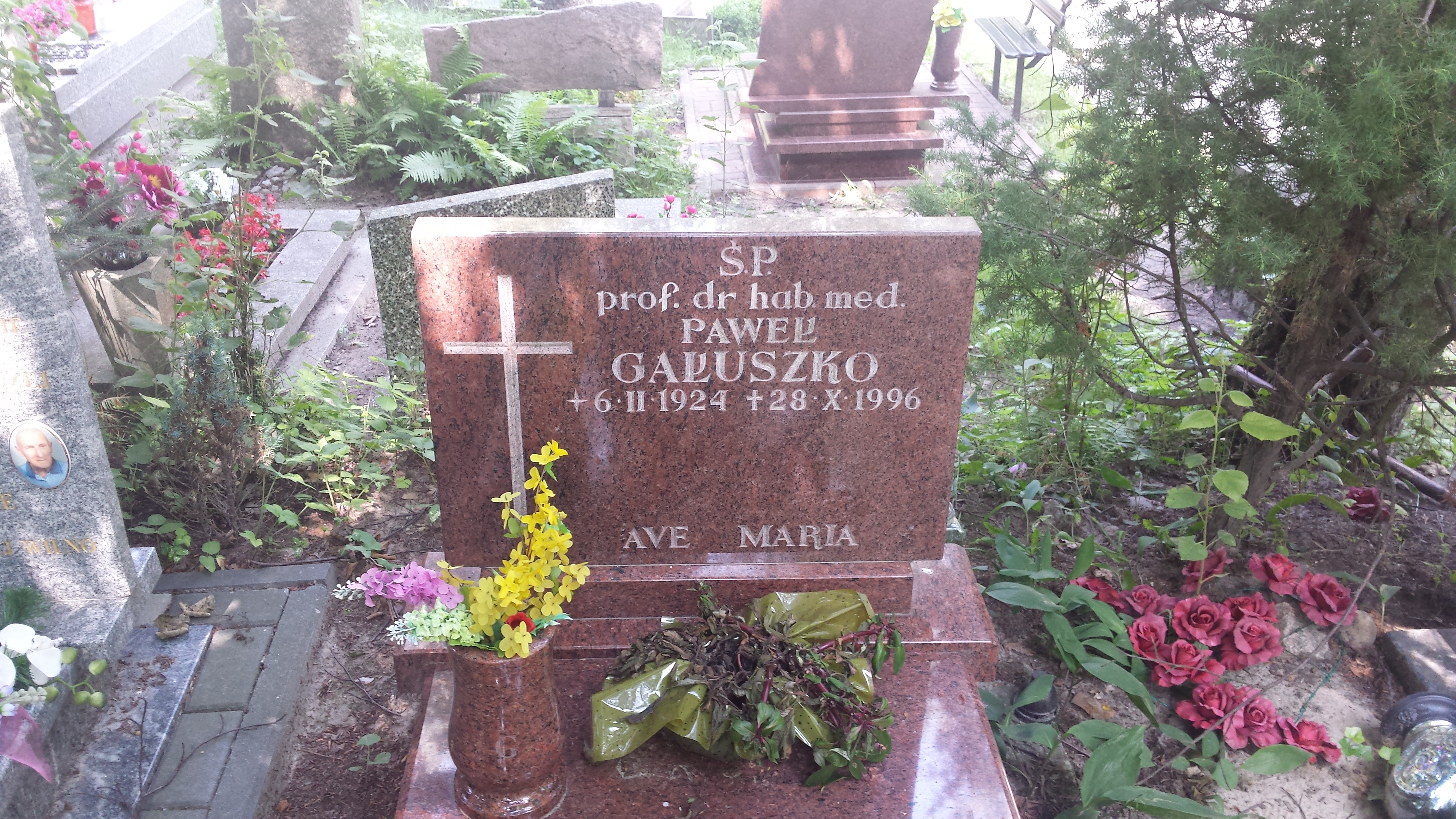
Grób prof. Pawła Gałuszki na Cmentarzu Srebrzysko

Pochowany na gdańskim cmentarzu Srebrzysko (rejon IX, taras II wojskowy, grób 2 na skarpie). 
Jego imię nosi skwer w gdańskiej dzielnicy Strzyża.

## Nagrody i odznaczenia
- Krzyż Kawalerski Orderu Odrodzenia Polski (1978)
- Złoty Krzyż Zasługi (1974)
- Srebrny Krzyż Zasługi (1955)[6]
- Medal Komisji Edukacji Narodowej (1982)
- Medal 40-lecia Polski Ludowej (1984)
- Medal Zwycięstwa i Wolności (1946)
- Odznaka tytułu honorowego „Zasłużony Nauczyciel Polskiej Rzeczypospolitej Ludowej” (1985)
- Odznaka Grunwaldzka (1946)
- Odznaka „Za wzorową pracę w służbie zdrowia” (1954)[7]
- Odznaka honorowa „Zasłużonym Ziemi Gdańskiej” (1968)
- odznaka "Za zasługi dla Gdańska" (1973)
- odznaka "Zasłużony Pracownik Morza" (1978)
- medal "Zasłużony dla Akademii Medycznej w Gdańsku" (1976)
- zespołowa nagroda Ministra Zdrowia i Opieki Społecznej I stopnia (1971) za badania nad atropiną